# Oral (canción)
«Oral» es una canción grabada por la cantautora islandesa Björk junto a la cantautora española Rosalía. Se trata de un sencillo benéfico para protestar contra la cría extensiva de peces en corrales abiertos en Islandia, y se publicó el 21 de noviembre de 2023 a través de One Little Independent Records.
Es una canción con fines benéficos para concientizar sobre el medio ambiente, para solidariamente impedir la apertura de una piscifactoría industrial de salmón y a hacer campaña en favor de una nueva legislación islandesa. Björk y Rosalía donan todos sus derechos sobre los ingresos generados por esta canción a la organización sin ánimo de lucro AEGIS.

## Historia
Björk ha revelado que compuso el tema hace 25 años.
Es un tema de amor en inglés y Rosalía desliza alguna frase en español: “Yo quiero besarle”.
El videoclip fue dirigido por la fotógrafa y artista visual Carlota Guerrero, en el se ve a las dos artistas, tiene una estética en blanco y negro, fue elaborado gracias a la inteligencia artificial. La directora plasmó a Björk y Rosalía, que no estaban peleando entre sí; estaban entrenando artes marciales, lugego tomar sus katanas, para juntas luchar contra el enemigo real y más grande.
El lugar escogido para grabar fue la Granja de la Ricarda de El Prat de Llobregat en España.
Todo lo recaudado se destinará íntegramente a detener la piscicultura en mar abierto y en apoyar una causa judicial contra los criadores de salmón, presentada por residentes de la ciudad de Seyðisfjörður, en la parte oriental de Islandia.
En el comienzo del videoclip se puede leer la siguiente cita:

Todos los fondos recaudados se destinarán a los honorarios legales de los manifestantes, que toman medidas para detener el desarrollo de granjas intensivas que dañan la vida silvestre, deforman a los peces y plantean riesgos para el ADN y la supervivencia del salmón. La acción inmediata es crucial"
 «Oral», noviembre de 2023.

## Ficha
- Björk,  voz, escritura, producción
- Rosalía, voz, producción adicional, arreglo vocal adicional
- Sega Bodega, producción de ritmo adicional
- Noah Goldstein, producción de ritmo adicional
- Heba Kadry, mezcla, masterización
- David Rodríguez, ingeniería adicional

## Galería

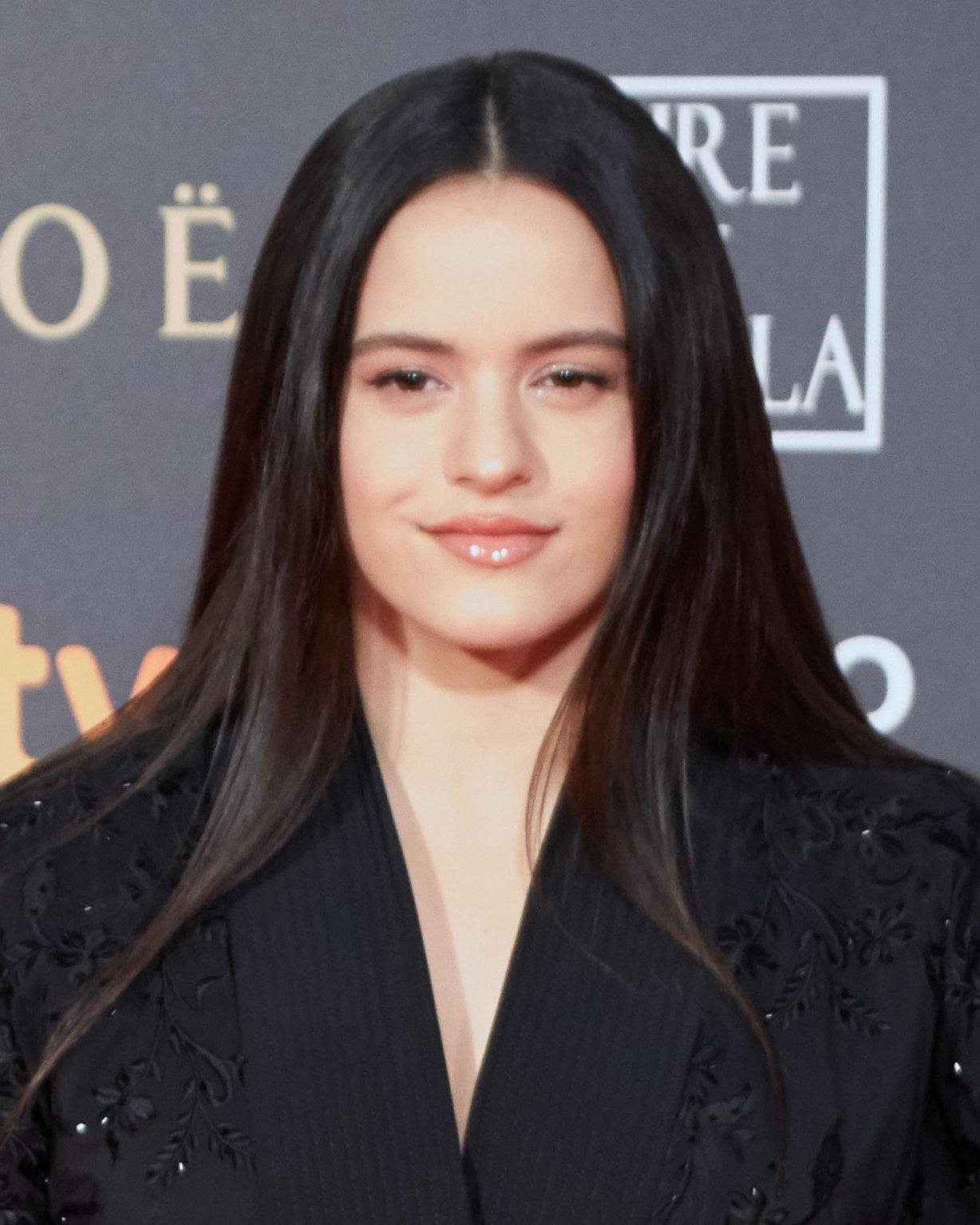
Rosalía en 2019.
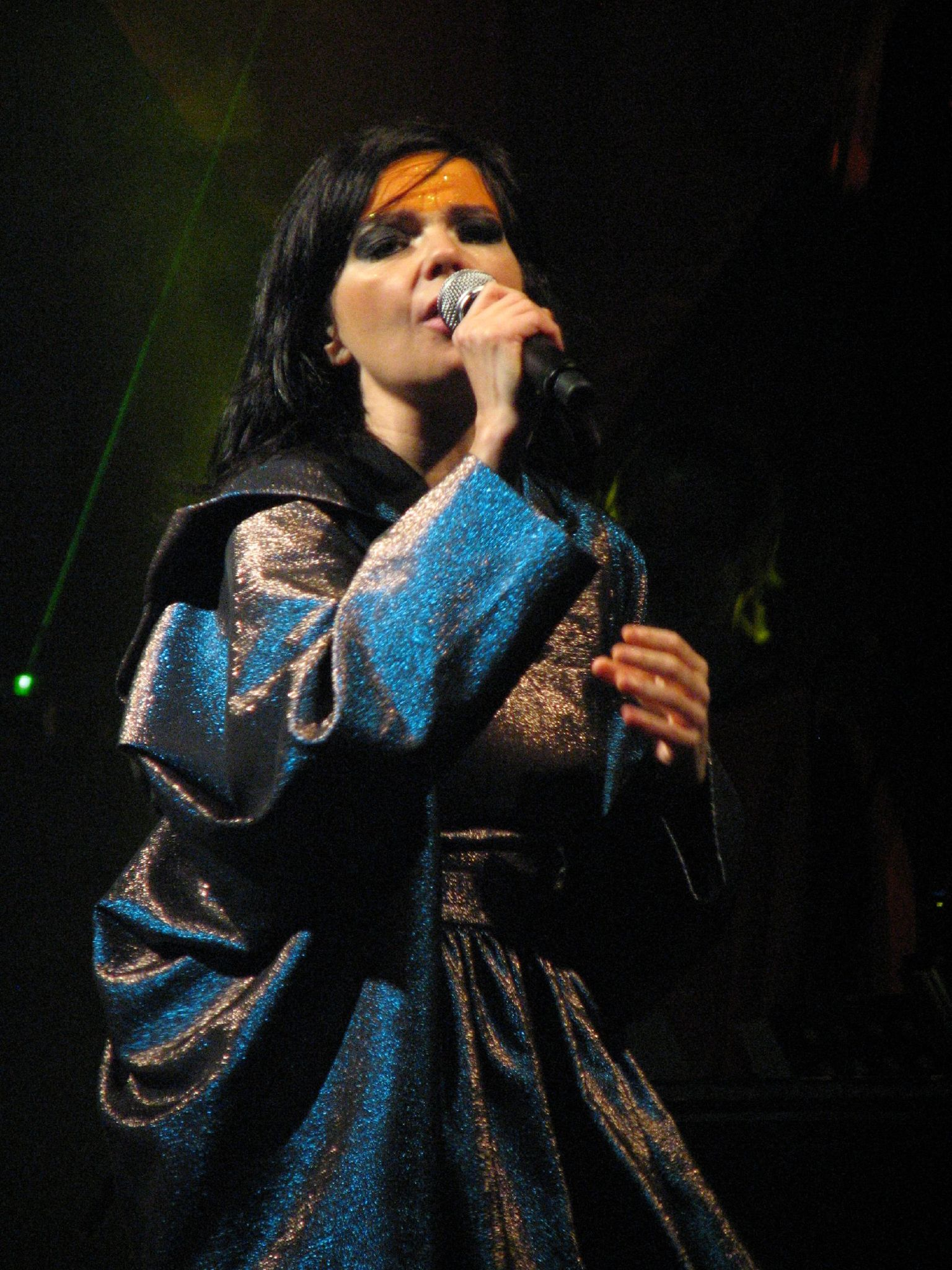
Björk en 2007.
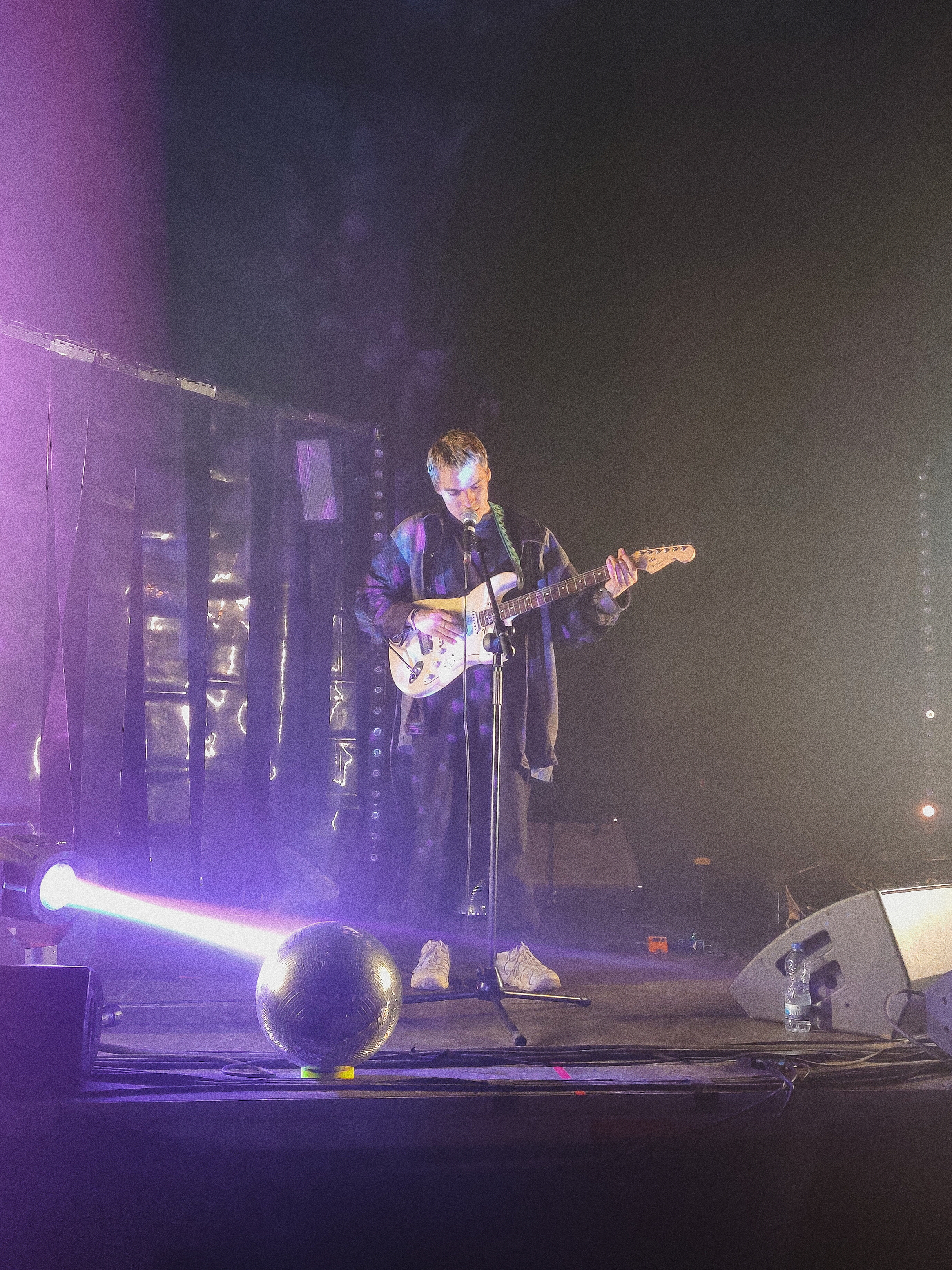
Sega Bodega en 2019
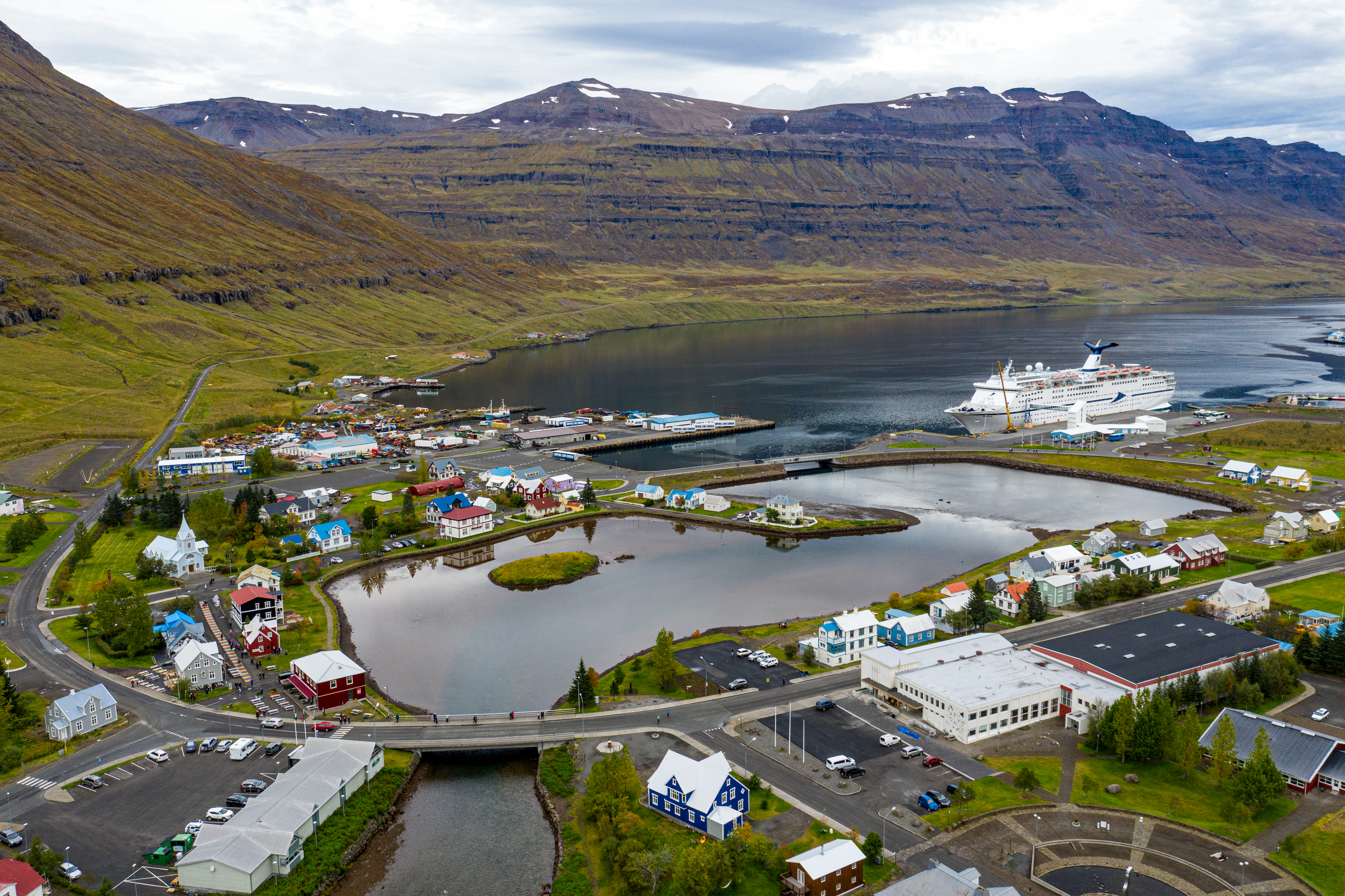
Seyðisfjörður en 2019.